# Záboří nad Labem
Záboří nad Labem (německy Saborsch an der Elbe) je obec v okrese Kutná Hora ve Středočeském kraji. Leží pět kilometrů jihozápadně od Chvaletic a deset kilometrů východně od Kolína nedaleko soutoku Doubravky s Labem. Obec má dvě místní části. Kromě samotného Záboří k ní patří ještě tři kilometry jihovýchodně ležící Habrkovice. V celé obci žije 825 obyvatel.

## Historie
První písemná zmínka o vesnici pochází z roku 1338.
V obci Záboří nad Labem, (798 obyvatel, poštovní úřad, telegrafní úřad, telefonní úřad, katolický kostel, četnická stanice) byly v roce 1932 evidovány tyto živnosti a obchody: biograf Sokol, výroba cementového zboží, sušárna čekanky, elektroinstalatér, 2 holiči, hospodářské družstvo, 4 hostince, jednatelství, kapelník, klempíř, kolář, výroba ovocných konzerv, 2 kováři, 2 krejčí, výroba krémů na obuv, lázně, mědikovec, mlýn, 2 obchody s obilím, obuvník, velkoobchod s minerálními olejemi, 7 vývozců ovoce a zeleniny, 2 pekaři, vývoz labského písku, pokrývač, porodní asistentka, radiopotřeby, 2 rolníci, 2 řezníci, 5 obchodů se smíšeným zbožím, Okresní hospodářská záložna, spořitelní a záložní spolek, studnař, 3 švadleny, 2 tesařští místři, 3 trafiky, 2 truhláři, 2 zahradnictví, 2 zámečníci, továrna na kyselé zelí.

## Přírodní poměry
Záboří nad Labem stojí v severní části Středolabské tabule, která severovýchodně od vsi přechází do výběžku Železných hor. Jihovýchodně od vesnice se nachází přírodní rezervace Na hornické a do výběžku katastrálního území na pravém břehu Labe zasahuje část přírodní památky Lžovické tůně.

## Obyvatelstvo
| Rok            | 1869 | 1880 | 1890 | 1900 | 1910 | 1921 | 1930 | 1950 | 1961 | 1970 | 1980 | 1991 | 2001 | 2011 | 2021 |
| -------------- | ---- | ---- | ---- | ---- | ---- | ---- | ---- | ---- | ---- | ---- | ---- | ---- | ---- | ---- | ---- |
| Počet obyvatel | 517  | 626  | 713  | 753  | 784  | 798  | 690  | 699  | 757  | 754  | 698  | 644  | 658  | 694  | 722  |
| Počet domů     | 66   | 79   | 87   | 91   | 110  | 124  | 152  | 205  | 251  | 221  | 214  | 246  | 263  | 286  | 299  |

## Obecní správa

### Územněsprávní začlenění
Dějiny územněsprávního začleňování zahrnují období od roku 1850 do současnosti. V chronologickém přehledu je uvedena územně administrativní příslušnost obce v roce, kdy ke změně došlo:
- 1850 země česká, kraj Pardubice, politický i soudní okres Kutná Hora[7]
- 1855 země česká, kraj Čáslav, soudní okres Kutná Hora
- 1868 země česká, politický i soudní okres Kutná Hora
- 1939 země česká, Oberlandrat Kolín, politický i soudní okres Kutná Hora[8]
- 1942 země česká, Oberlandrat Praha, politický i soudní okres Kutná Hora[9]
- 1945 země česká, správní i soudní okres Kutná Hora[10]
- 1949 Pražský kraj, okres Kutná Hora[11]
- 1960 Středočeský kraj, okres Kutná Hora
- 2003 Středočeský kraj, obec s rozšířenou působností Kutná Hora

### Obecní symboly
Znak a vlajka byly obci uděleny rozhodnutím předsedy Poslanecké sněmovny Parlamentu České republiky dne 19. února 1998.

## Doprava
Obcí vede silnice II/327 Chlumec nad Cidlinou – Týnec nad Labem – Záboří nad Labem – Kutná Hora. Obec leží na železniční trati Praha – Česká Třebová. Je to dvoukolejná elektrizovaná celostátní trať zařazená do evropského železničního systému, součást 1. a 3. koridoru. Výstavba koridoru zde probíhala v letech 2003–2004. Při této příležitosti byla modernizována staniční budova i obě nástupiště.
V roce 2011 v obci zastavovaly autobusové linky do Bernardova, Chlumce nad Cidlinou, Chvaletic, Kolína, Kutné Hory, Labských Chrčic, Přelouče a Týnce nad Labem (dopravce Veolia Transport Východní Čechy). V železniční stanici Záboří nad Labem zastavovalo v pracovních dnech šestnáct párů osobních vlaků a dva páry spěšných vlaků, o víkendech jedenáct párů osobních vlaků.

## Pamětihodnosti

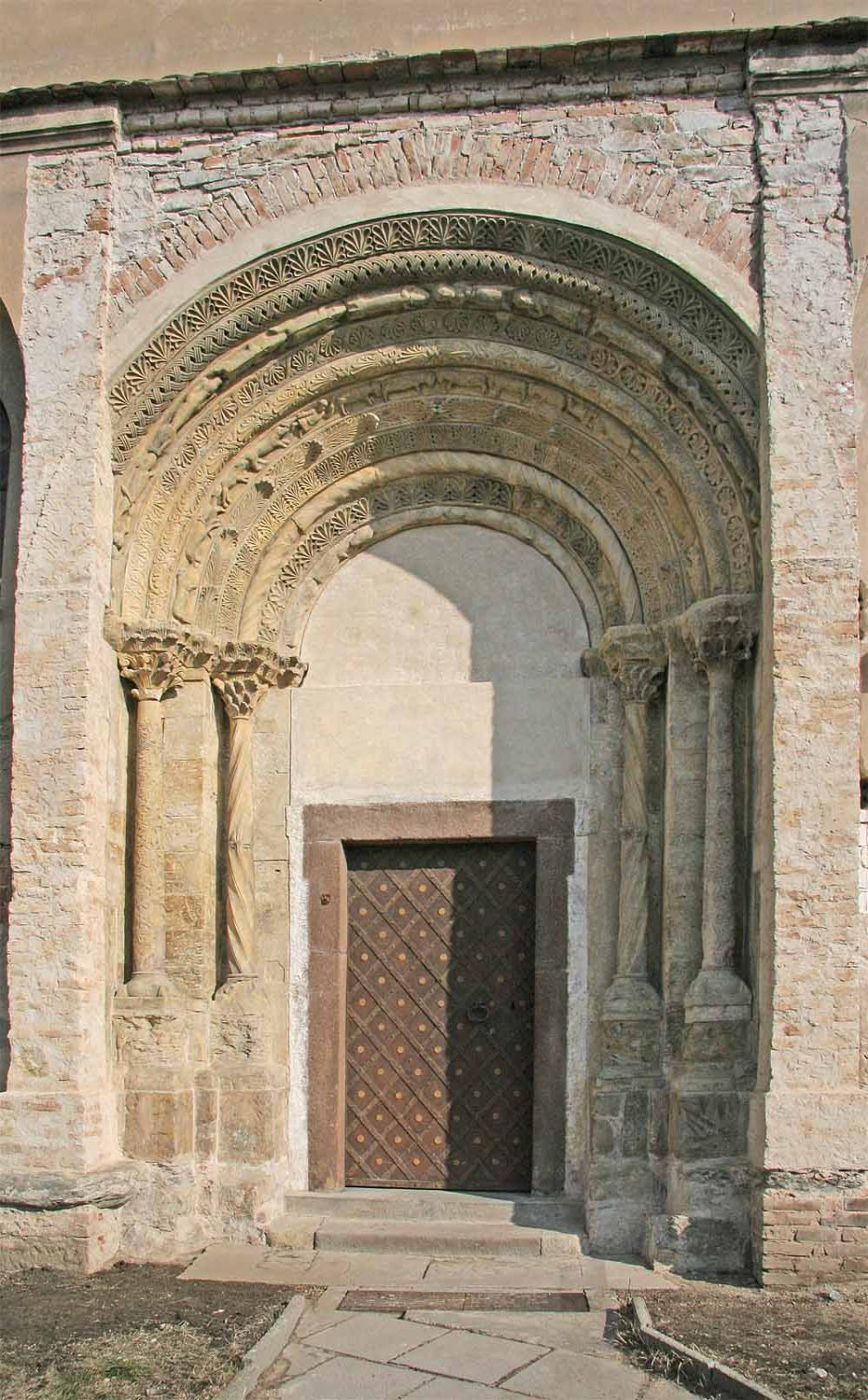
Románský portál kostela svatého Prokopa

- Dominantou obce je původně románský, později několikrát přestavěný tribunový kostel svatého Prokopa, který stával při panském sídle s tvrzí, která zanikla. Jeho vstupní portál vznikl kolem roku 1225, patří k nejvýznamnějším románským sochařským a stavebním památkám v České republice,[13] je chráněn jako kulturní památka. Portál je ústupkový a v pásech má bohaté reliéfní ornamenty (pletenec, palmeta, klikatka, šroubovice) prokládané figurálními pásy s motivy stáda dobytka a prasat, poháněnými pasáky. Na soklech jsou dva reliéfy mořských panen. Sádrová kopie portálu z roku 1898 je v Lapidáriu Národního muzea v Praze. Vnitřní zařízení: hlavní oltář pseudorománský, boční oltáře barokní po roce 1722; zvonice raně barokní z roku 1697
- Morový sloup se sochou Panny Marie na návsi, podstavec datovaný 1739
- Dům čp. 57
- Usedlost čp. 29
- Socha svatého Jana Nepomuckého při cestě do Kateřiny